# Мухаммад V аль-Мутавакіль
Абу Абдаллах Мухаммад V аль-Мутавакіль (араб. أبو عبد الله محمد المتوكل; д/н — 1526) — 25-й султан і 24-й халіф Держави Хафсідів у 1494—1526 роках.

## Життєпис
Праонук халіфа Усмана I. Син Абу Мухаммада Хасана ібн Масуда, валі Беджаї. Народився в м. Беджая. Про дату народження та молоді роки замало відомо. 1494 року після смерті стриєчного брата — халіфа Абу Ях'ї Закарії II посів трон.
Замало цікавився державними справами, поринувши у розкоші та розваги. Втім надавав підтримку науковцям та літераторам, фактично сформував велику бібліотеку в мечеті Зайтуна.
Сприяв новому піднесенню північноафриканського берберського піратства. У 1500 році дозволив братам Аруджу і Хізиру Барбароссам отаборитися на острові Джерба, а згодом перенести свою базу у Ла-Гулетт, а у 1508 році надав Куртоглу Мусліхіддин-реїсу, ще одному османському корсару, дозвіл використовувати в якості бази туніське місто Бізерта. Корсари використовували бази в Тунісі для нападів на християнські судна та поселення в західному Середземномор'ї, натомість султан мав отримувати п'яту частину від здобичі, захопленої корсарами.
Підтримка берберських корсарів значно погіршило його відносини з державами Західного Середземномор'я. В спробах боротись з піратством, 1510 року іспанці захопили міста Беджаю і Триполі, що послабило авторитет халіфа, але в цьому ж році місцеве населення і пірати на Джербі розгромили іспанську армію, яка спробувала підкорити острів. Разом з тим посилилася влада Аруджа Барбаросси, який 1516 року захопив Алжир, де оголосив себе султаном.
Зрештою держава виявилася ослабленою. Основні порти захопили брати Барбаросси або іспанці. У 1520 році іспанці таки спромоглись захопити острів Джерба. 1522 року за допомогою османів Арудж Барбаросса зайняв міста Аннаба і Беджая. Водночас арабські й бедуїнські племена почали повстання на півдні Іфрікії та в Триполатнії. В розпал цих події халіф помер 1526 року. Йому спадкував син Абу Абдаллах аль-Хасан.